# 卡鲁济省
卡鲁济省（Karuzi Province）布隆迪17个省份之一。面積 1,457 km² 、2007年估計人口507,000人。分为7个区。产咖啡。省会卡鲁济。